# Vincenzo Bichi
Vincenzo Bichi (Siena, 2 de fevereiro de 1668 - Roma, 11 de fevereiro de 1750) foi um diplomata e cardeal italiano, que serviu como núncio apostólico na Suíça e em Portugal e como bispo de Frascati.

## Biografia
De uma família nobre, era filho de Metello Bichi, marquês de Rocca Albenga e Vittoria Piccolomini d'Aragona. Foi destinado, ainda criança, a uma carreira eclesiástica e confiado desde 1677 aos cuidados e proteção do seu tio Carlo Bichi, bispo de Soana e cardeal, que o chamou a sua casa em Roma e o fez estudar pela primeira vez nos Jesuítas do Pontifício Seminário Romano e depois com os somascanos no Collegio Clementino. Ele então se formou em direito civil e canônico em Roma, na Universidade "La Sapienza".
O Papa Alexandre VIII concedeu-lhe o cargo de clérigo da Câmara Apostólica em 1691 e o Papa Inocêncio XII escolheu-o como seu próprio prelado doméstico; foi também membro da Câmara de Contas e da Congregação dos Nobres. Foi ordenado padre em 26 de abril de 1699.
Foi nomeado pelo Papa Clemente XI como arcebispo-titular de Laodiceia na Frígia em 11 de dezembro de 1702, sendo consagrado em 27 de dezembro do mesmo ano por Fabrizio Paolucci, Cardeal Secretário de Estado, na Igreja de Santa Caterina da Siena a Via Giulia.

## Nunciatura na Suíça
Foi nomeado na sequência como núncio apostólico na Suíça em 5 de janeiro de 1703. Em 1705, ele compareceu à nomeação do Príncipe-bispo de Constança, Johann Franz Schenk von Stauffenberg. Para acalmar as rivalidades entre as facções opostas dentro do capítulo, reivindicou a presidência para a eleição de bispos e abades. Em 1707, por ocasião da nomeação de Ignaz am Rhyn como prior de Beromünster, ele não conseguiu garantir o direito de investidura.
A nunciatura suíça foi caracterizada por sua participação nas disputas entre os cantões católicos e protestantes, especialmente por ocasião da polêmica sobre os direitos de senhorio territorial da abadia de St. Gall, na qual ajudou a obter aos cantões católicos o apoio do imperador José I.
Portanto, quando Clemente XI, cuja atitude favorável para com Filipe de Bourbon na questão da sucessão da Espanha fez o imperador e arquiduque Carlos hostil à Santa Sé, temendo uma iniciativa dos Habsburgos contra os Estados Papais, recorreu aos cantões católicos para obter o recrutamento de um contingente de infantaria, Bichi apoiou os cantões católicos em sua recusa, tanto porque não perderam seu apoio imperial, quanto para não privá-los das milícias tanto mais necessária quanto a controvérsia com os cantões protestantes. O pontífice finalmente cedeu aos argumentos de Bichi e renunciou ao projeto.

## Nunciatura em Portugal

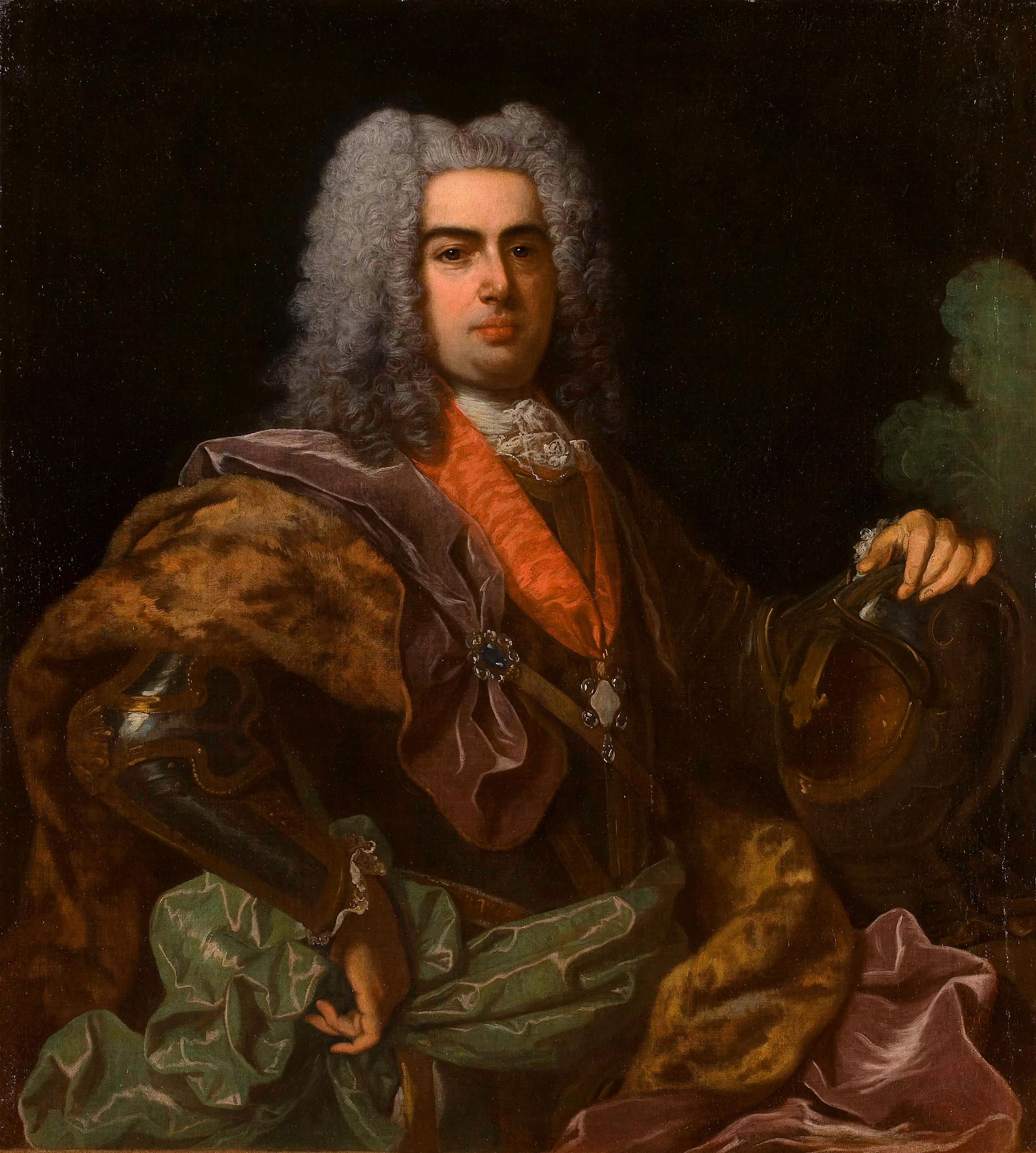
Dom João V, que desejava o mesmo reconhecimento no mundo católico dado a Espanha, França e Sacro Império. Pintura em óleo sobre tela de Jean Ranc, em 1729, atualmente no Museu do Prado.

Em 27 de setembro de 1709, foi nomeado núncio apostólico em Portugal, deixando a nunciatura suíça em 2 de dezembro do mesmo ano e regressando a Roma por um breve período, de onde partiu para Lisboa em outubro de 1710. Foi fortemente criticado pelo clero português pelo seu escandaloso comportamento em Lisboa, que passava por abusos vários, nomeadamente na avultada venda de indultos. Essas queixas acabariam por levar Dom João V a queixar-se à Santa Sé. Bichi foi chamado ao Vaticano para se justificar. Depois de ser severamente avisado pôde regressar a Lisboa, mas o seu comportamento não melhorou, passando mesmo a ignorar ordens pontificas.
Queria Dom João V que, quando Bichi fosse substituído, apesar de ser indesejado na Corte, lhe fosse dada a dignidade de um cardinalato, como era costume em Roma dar a núncios regressados de Madrid, Paris, e Viena e tal como aconteceu com o seu antecessor, Michelangelo dei Conti, de forma recorrente. Em setembro de 1720, Clemente XI chamou Bichi a Roma e nomeou o napolitano Giuseppe Firrao novo núncio em Lisboa. Dom João V, no entanto, manteve-se firme e não autorizou nem Bichi a deixar Lisboa, nem Firrao a entrar. E no início de 1721 morreu Clemente XI, sendo seu sucessor o antigo núncio em Portugal, o Papa Inocêncio XIII. No entanto, em maio de 1721, Inocêncio XIII confirmou Firrao como núncio, sem ceder quanto à questão do cardinalato. O monarca português recusou reconhecer a nomeação de Firrao, e continuou a exigir o cardinalato para Bichi, ameaçando mesmo cortar as relações diplomáticas.
Inocêncio XIII morreria pouco depois, em 1724. O novo Papa Bento XIII via-se pressionado por um lado pelo cardeal português José Pereira de Lacerda, que tentava usar a sua influência na Cúria em favor do seu rei, e pelo lado contrário por um grupo de cardeais do Sacro Colégio liderados pelo embaixador francês, o cardeal Melchior de Polignac, que argumentavam que não seria correto premiar o mau comportamento e desobediência de Bichi.
Finalmente, Dom João V concretizou em 1728 as ameaças que tinha feito alguns anos antes: encerrou a nunciatura em Lisboa, ordenou a todos os seus súditos em Roma que deixassem a cidade, e proibiu todos os portugueses, eclesiásticos e leigos, de manter relações diretas com a Santa Sé. Isto motivou Bento XIII a pedir a mediação de Filipe V de Espanha na questão, mas esta mediação foi categoricamente recusada por Dom João V. Por fim, no outono de 1730 o novo Papa Clemente XII, eleito poucos meses antes, cedeu totalmente aos desejos do Dom João V, comprometendo-se a promover Bichi ao cardinalato.
Assim foi criado cardeal no Consistório de 1731 em que recebeu o barrete cardinalício e o título de cardeal-presbítero de São Pedro em Montorio.

## Vida na Cúria Romana
Clemente XII o chamou para fazer parte das Congregações de Propaganda Fide e dos Bispos e Regulares. Ele recusou a sé de Montefiascone em 1734. Tornou-se protetor da Ordem dos Clérigos Regulares Ministros dos Enfermos em 29 de março de 1737. Optou pelo título de São Lourenço em Panisperna em 16 de dezembro de 1737. Foi nomeado Camerlengo do Sagrado Colégio dos Cardeais, cargo exercido de 26 de janeiro de 1739 até 2 de janeiro de 1741.
Optou pelo título de São Mateus em Merulana em 29 de agosto de 1740 e pelo título de São Silvestre em Capite em 20 de maio de 1743. Passou para a ordem dos cardeais-bispos assumindo a sé suburbicária de Sabina em 23 de setembro de 1743. Em 1745, ele buscou, sem sucesso, sua promoção à sé metropolitana de Pisa. Assumiu a sé suburbicaria de Frascati em 10 de abril de 1747.

## Últimos dias
Morreu em 11 de fevereiro de 1750, de apoplexia, em seu palácio na Via Lata, em Roma. Foi velado na igreja de San Marcello, em Roma, onde se realizou a capella papalis com a participação do Papa Bento XIV em 13 de fevereiro de 1750; e à tarde seu corpo foi transferido para a igreja de Santi Venanzio ed Ansovino e sepultado na tumba de seus ancestrais naquela igreja sem qualquer memorial.

## Conclaves
- Conclave de 1740 - participou da eleição de Prospero Lorenzo Lambertini como Papa Bento XIV.

## Ligações Externas
- «The Cardinals of the Holy Roman Church» (em inglês)
- «Catholic Hierarchy» (em inglês)
- «GCatholic» (em inglês)
- «Dizionario Biografico Treccani» (em italiano)